# The Big Bang Theory (3.ª temporada)
A terceira temporada do seriado americano The Big Bang Theory foi transmitida entre 21 de setembro de 2009 e 24 de maio de 2010 pelo canal CBS com 23 episódios. Esta temporada teve mais audiência que as duas anteriores, com 15 milhões de telespectadores em média. A terceira temporada começa três meses após o final da segunda temporada quando eles partiram para o Pólo Norte.

## Elenco
| - Johnny Galecki como Dr. Leonard Hofstadter - Jim Parsons como Dr. Sheldon Cooper - Kaley Cuoco como Penny - Simon Helberg como Howard Wolowitz - Kunal Nayyar como Dr. Rajesh "Raj" Koothrappali - Mayim Bialik como Amy Farrah Fowler - Melissa Rauch como Bernadette Rostenkowski - Katee Sackhoff como ela mesma - Ira Flatow como ele mesmo - Stan Lee como ele mesmo | - Laurie Metcalf como Mary Cooper - Carol Ann Susi como Sra. Wolowitz - John Ross Bowie como Dr. Barry Kripke - Wil Wheaton como ele mesmo - Kevin Sussman como Stuart Bloom - Melissa Rauch como Bernadette Rostenkowski - Brian George como Dr. V.M. Koothrappali - Alice Amter como Sra. Koothrappali - Christine Baranski como Dra. Beverly Hofstadter - Sara Gilbert como Leslie Winkle - Brian Thomas Smith como Zack Johnson | - Lewis Black como Professor Crawley - Molly Morgan como Bethany - Sarah Buehler como Sarah - Andy Mackenzie como Skeeter - Elizabeth Bogush como Dr. Catherine Millstone - Oliver Muirhead como Professor Laughlin - Zachary Abel como Todd - Jason Mesches como Denny - Danica McKellar como Abby - Jen Drohan como Martha - Julio Oscar Mechoso como Officer Hackett - Yeardley Smith como Sandy - Kevin Brief como Glenn - Steve Paymer como Judge Kirby - Marcus Folmar como Guard - Frank Maharajh como Venkatesh Koothrappali - Judy Greer como Dr. Elizabeth Plimpton - Ally Maki como Joyce Kim - Steven Yeun como Sebastian - Ajgie Kirkland como Louie/Louise - Lauri Johnson como Sra. Gunderson - Mayim Bialik como Dra. Amy Farrah Fowler |

## Prêmios e indicações
| Ano  | Resultado | Categoria                                                   | Prêmio                 | Artista            |
| ---- | --------- | ----------------------------------------------------------- | ---------------------- | ------------------ |
| 2010 | Ganhou    | Melhor Série de Comédia                                     | People's Choice Awards | -                  |
| 2010 | Indicado  | Melhor Ator de Série Cômica                                 | People's Choice Awards | Jim Parsons        |
| 2010 | Ganhou    | Melhor Ator em uma Série de Comédia                         | Emmy Awards            | Jim Parsons        |
| 2010 | Indicado  | Melhor Direção de Arte para uma Série de Multi-câmera       | Emmy Awards            | -                  |
| 2010 | Indicado  | Melhor Maquiagem para uma Série de Multi-câmera ou Especial | Emmy Awards            | -                  |
| 2010 | Indicado  | Melhor Atriz Convidada em uma Série de Comédia              | Emmy Awards            | Christine Baranski |
| 2010 | Indicado  | Melhor Direção Técnica, de Câmera e Vídeo para uma Série    | Emmy Awards            | -                  |
| 2011 | Ganhou    | Melhor Ator em uma Série de Comédia ou Musical              | Golden Globe Awards    | Jim Parsons        |

## Episódios
| N.º na série | N.º na temp. | Título                                                                                      | Dirigido por    | Escrito por | Exibição original       | Audiência U.S. (milhões) |
| --- | ------------ | ------------------------------------------------------------------------------------------- | --------------- | --- | ----------------------- | ------------------------ |
| 41 | 1            | "The Electric Can Opener Fluctuation" "O Abridor Elétrico da Lata Flutuante" (BR)           | Mark Cendrowski | Steven Molaro | 21 de setembro de 2009  | 12.96                    |
| Após retornarem do Pólo Norte, Sheldon descobre que os meninos sabotaram sua experiência. Então ele vai para o Texas (casa de sua mãe)interferindo no romântico reencontro entre Leonard e Penny. |              |                                                                                             |                 | |                         |                          |
| 42 | 2            | "The Jiminy Conjecture" "A Conjectura do Grilo" (BR)                                        | Mark Cendrowski | Jim Reynolds | 28 de setembro de 2009  | 13.27                    |
| A primeira noite de Leonard e Penny não se sai como esperava. Sheldon e Howard apostam suas Comic Books preferidas a respeito da espécie de um grilo que está perambulando pelo prédio e para isso eles pedem ajuda a um professor da Caltech. |              |                                                                                             |                 | |                         |                          |
| 43 | 3            | "The Gothowitz Deviation" "O Desvio de Gothowitz" (BR)                                      | Mark Cendrowski | História: Lee Aronsohn e Richard Rosenstock Adaptação: Bill Prady e Maria Ferrari                                                         | 5 de outubro de 2009    | 12.52                    |
| Sheldon tenta mudar os hábitos de Penny, enquanto Raj e Howard vão a um Clube Noturno frequentado por goticos para tentar ficar com uma mulher. NOTA: Há uma cena em que Leonard, Sheldon e Penny assistem ao anime Oshikuru: Demon Samurai. Isso é uma referência a um episódio de Two and a Half Men, "The Salmon Under My Sweater", em que Jake e Charlie tentam compor a música-tema desse desenho. Ambas as séries foram criadas por Chuck Lorre. |              |                                                                                             |                 | |                         |                          |
| 44 | 4            | "The Pirate Solution" "A Solução Pirata" (BR)                                               | Mark Cendrowski | Steve Holland | 12 de outubro de 2009   | 13.07                    |
| Raj precisa arrumar um novo emprego, ou senão ele tem que voltar pra Índia. Sheldon tem uma solução pra isso: Raj poderia trabalhar pra ele, o que é bem melhor do que trabalhar "com" ele. Com Raj trabalhando pra Sheldon, Howard fica sem ninguém, e então, ele passa o tempo com Penny e Leonard, que na verdade preferiam ficar sozinhos. |              |                                                                                             |                 | |                         |                          |
| 45 | 5            | "The Creepy Candy Coating Corollary" "O Assustador Revestimento do Corolário de Doces" (BR) | Mark Cendrowski | História: Chuck Lorre e Bill Prady Adaptação: Lee Aronsohn e Steven Molaro                                                                | 19 de outubro de 2009   | 13.47                    |
| Sheldon participa de uma competição de figurinhas quando descobre que Wil Wheaton, ator de Star Trek: The Next Generation, também participará. Enquanto isso, Howard pede para que Leonard cumpra um pacto fazendo com que Penny apresente uma de suas amigas. |              |                                                                                             |                 | |                         |                          |
| 46 | 6            | "The Cornhusker Vortex" "O Vórtice Cornhusker" (BR)                                         | Mark Cendrowski | História: Bill Prady e Steven Molaro Adaptação: Dave Goetsch e Richard Rosenstock                                                         | 2 de novembro de 2009   | 12.73                    |
| Leonard tenta se enturmar com os amigos de Penny, tentando, para isso, aprender sobre futebol americano com Sheldon. Enquanto isso, Raj e Howard discutem sua relação, com Raj alegando que a mania de Howard de ir atrás de todas as mulheres que vê o fez perder sua pipa Patang original. |              |                                                                                             |                 | |                         |                          |
| 47 | 7            | "The Guitarist Amplification" "A Amplificação da Guitarrista" (BR)                          | Mark Cendrowski | História: Chuck Lorre e Lee Aronsohn Adaptação: Bill Prady, Richard Rosenstock e Jim Reynolds                                             | 9 de novembro de 2009   | 12.79                    |
| Para não jogar com Sheldon, Leonard empurra para Penny inventar uma mentira só que ele descobre que o que ele achava ser uma mentira era verdade e faz surgir um desentendimento entre eles que se torna inconveniente a Sheldon. |              |                                                                                             |                 | |                         |                          |
| 48 | 8            | "The Adhesive Duck Deficiency" "O Adesivo do Pato Deficiente" (BR)                          | Mark Cendrowski | História: Chuck Lorre, Bill Prady e Dave Goetsch Adaptação: Steven Molaro, Eric Kaplan e Maria Ferrari                                    | 16 de novembro de 2009  | 13.23                    |
| Com Leonard, Howard e Raj acampando no deserto, só resta Sheldon levar Penny ao Pronto Socorro apos ela deslocar o ombro. NOTA: Nesse episodio Howard revela como perdeu a virgindade. |              |                                                                                             |                 | |                         |                          |
| 49 | 9            | "The Vengeance Formulation" "A Vingança da Formulação" (BR)                                 | Mark Cendrowski | História: Chuck Lorre & Maria Ferrari Adaptação: Richard Rosenstock, Jim Reynolds & Steve Holland                                         | 23 de novembro de 2009  | 14.13                    |
| Após ser humilhado na Radio National Public, Sheldon jura vingança a Kripke, enquanto Howard tenta não destruir sua relação com a sua nova namorada Bernadette. |              |                                                                                             |                 | |                         |                          |
| 50 | 10           | "The Gorilla Experiment" "A Experiência do Gorila" (BR)                                     | Mark Cendrowski | História: Chuck Lorre, Richard Rosenstock e Steve Holland Adaptação: Bill Prady, Steven Molaro e Maria Ferrari                            | 7 de dezembro de 2009   | 14.38                    |
| Sheldon tenta ajudar Penny a entender o trabalho do Leonard e Howard fica com ciúme quando Leonard começa a sair com Bernadette. |              |                                                                                             |                 | |                         |                          |
| 51 | 11           | "The Maternal Congruence" "A Congruência Materna" (BR)                                      | Mark Cendrowski | História: Lee Aronsohn, Steven Molaro, Richard Rosenstock & Maria Ferrari Adaptação: Chuck Lorre, Bill Prady & Dave Goetsch               | 14 de dezembro de 2009  | 15.58                    |
| Uma visita da mãe do Leonard deixa Sheldon encantado e Leonard horrorizado. A mãe do Leonard revela que irá se separar do marido devido uma aventura amorosa do pai do Leonard com uma garçonete. |              |                                                                                             |                 | |                         |                          |
| 52 | 12           | "The Psychic Vortex" "Os Videntes Vórtice" (BR)                                             | Mark Cendrowski | História: Lee Aronsohn & Steven Molaro Adaptação: Chuck Lorre, Eric Kaplan & Jim Reynolds                                                 | 11 de janeiro de 2010   | 15.82                    |
| Enquanto Sheldon e Raj ficam um tempo na cafeteria da Universidade (Caltech), Leonard fica chateado ao descobrir que a Penny acredita em videntes. Enquanto Isso, Raj conhece Abby (Danica Mckellar) na cafeteria, que passa a ser o seu novo objeto de atração, e uma amiga de Abby tem um interesse romântico em Sheldon. NOTA: No Episódio "The Bat Jar Conjecture" da primeira temporada, enquanto Leonard, Howard e Raj procuram um integrante para participar do Campeonato de Física, Raj sugere chamar "a garota de Anos Incríveis" (The Wonder Years) dizendo que ela é muito inteligente. A garota de Anos Incríveis é interpretada por (Danica McKellar) e que fará a Abby nesse episódio. |              |                                                                                             |                 | |                         |                          |
| 53 | 13           | "The Bozeman Reaction" "A Reação de Bozeman" (BR)                                           | Mark Cendrowski | História: Bill Prady, Lee Aronsohn e Jim Reynolds Adaptação: Chuck Lorre, Steven Molaro e Steve Holland                                   | 18 de janeiro de 2010   | 14.99                    |
| Quando o apartamento é roubado, Leonard e Sheldon chamam seus amigos para criar um sistema de segurança com tecnologia de ponta. |              |                                                                                             |                 | |                         |                          |
| 54 | 14           | "The Einstein Approximation" "A Aproximação de Einstein" (BR)                               | Mark Cendrowski | História: Lee Aronsohn, Dave Goetsch e Steve Holland Adaptação: Chuck Lorre, Steven Molaro e Eric Kaplan                                  | 01 de fevereiro de 2010 | 15.51                    |
| Sheldon procura por uma resposta a respeito de Física e para isso vai trabalhar com a Penny na "Cheesecake Factory". |              |                                                                                             |                 | |                         |                          |
| 55 | 15           | "The Large Hadron Collision" "A Grande Colisão de Hadron" (BR)                              | Mark Cendrowski | História: Chuck Lorre, Steven Molaro e Jim Reynolds Adaptação: Lee Aronsohn, Richard Rosenstock e Maria Ferrari                           | 8 de fevereiro de 2010  | 16.26                    |
| Leonard pode levar somente um convidado ao CERN para ver o Grande Colisor de Hádrons LHC no Dia de São Valentim (Valentine's Day). |              |                                                                                             |                 | |                         |                          |
| 56 | 16           | "The Excelsior Acquisition" "A Aquisição das Aparas de Madeira" (BR)                        | Peter Chakos    | História: Chuck Lorre, Lee Aronsohn e Steven Molaro Adaptação: Bill Prady, Steve Holland e Maria Ferrari                                  | 1 de março de 2010      | 15.73                    |
| Sheldon perde a chance de conhecer a lenda da Marvel Comics, Stan Lee quando tem que depor em um tribunal por ter levado uma multa de trânsito enquanto levava Penny ao hospital no episódio The Adhesive Duck Deficiency. |              |                                                                                             |                 | |                         |                          |
| 57 | 17           | "The Precious Fragmentation" "A Fragmentação Preciosa" (BR)                                 | Mark Cendrowski | História: Lee Aronsohn, Eric Kaplan e Maria Ferrari Adaptação: Bill Prady, Steven Molaro e Richard Rosenstock                             | 8 de março de 2010      | 16.32                    |
| Quando os rapazes encontram o anel de O Senhor dos Anéis, em uma venda de garagem, eles desenvolvem um método para decidir quem vai ficar com o anel. |              |                                                                                             |                 | |                         |                          |
| 58 | 18           | "The Pants Alternative" "As Calças Alternativa" (BR)                                        | Mark Cendrowski | História: Chuck Lorre, Bill Prady e Steve Holland Adaptação: Eric Kaplan, Richard Rosenstock e Jim Reynolds                               | 22 de março de 2010     | 13.42                    |
| Sheldon ganha um prêmio importante e desejado no Caltech, mas é informado que será necessário fazer um discurso na entrega do prêmio. Seus amigos descobrem que ele tem medo de discursar para multidões e o ajudam a superar esse medo. |              |                                                                                             |                 | |                         |                          |
| 59 | 19           | "The Wheaton Recurrence" "A Recorrência de Wheaton" (BR)                                    | Mark Cendrowski | História: Chuck Lorre, Steven Molaro, Nicole Lorre e Jessica Ambrosetti Adaptação: Bill Prady, Dave Goetsch, Jim Reynolds e Maria Ferrari | 12 de abril de 2010     | 13.39                    |
| Durante um jogo de boliche entre equipes, Sheldon acaba confrontando mais uma vez Wil Wheaton, o mesmo que o ganhou no campeonato de Mystic Warlords of Ka'ah. Enquanto isso Penny e Leonard tem um desentendimento sobre o Amor. |              |                                                                                             |                 | |                         |                          |
| 60 | 20           | "The Spaghetti Catalyst" "O Catalisador de Espaguete" (BR)                                  | Anthony Rich    | Chuck Lorre, Bill Prady, Lee Aronsohn e Steven Molaro                                                                                     | 5 de maio de 2010       | 11.63                    |
| Após Howard dizer a Sheldon que ele deve escolher ficar entre o time "Leonard" ou o time "Penny" quando eles se separam, Sheldon procura um jeito de tentar ficar nos dois times. |              |                                                                                             |                 | |                         |                          |
| 61 | 21           | "The Plimpton Stimulation" "A Estimulação de Plimpton" (BR)                                 | Mark Cendrowski | História: Chuck Lorre, Bill Prady e Lee Aronsohn Adaptação: Steven Molaro, Jim Reynolds e Maria Ferrari                                   | 10 de maio de 2010      | 13.73                    |
| Sheldon e Leonard brigam pela atenção de uma Fisica de renome Mundial. |              |                                                                                             |                 | |                         |                          |
| 62 | 22           | "The Staircase Implementation" "A Implementação da Escada" (BR)                             | Mark Cendrowski | História: Lee Aronsohn, Steven Molaro e Steve Holland Adaptação: Chuck Lorre, Dave Goetsch e Maria Ferrari                                | 17 de maio de 2010      | 15.02                    |
| Durante uma conversa com Penny, Leonard conta a historia de como conheceu Sheldon e passou a ser seu colega de quarto, é revelado também como o elevador do predio onde eles moram parou de funcionar. NOTA: Nesse episódio aparece também Joyce Kim, personagem que já foi citada varias vezes na série como sendo uma antiga "namorada" do Leonard. |              |                                                                                             |                 | |                         |                          |
| 63 | 23           | "The Lunar Excitation" "A Excitação Lunar" (BR)                                             | Peter Chakos    | História: Chuck Lorre, Bill Prady e Maria Ferrari Adaptação: Lee Aronsohn, Steven Molaro e Steve Holland                                  | 24 de maio de 2010      | 14.78                    |
| Raj e Howard procuram por um par romantico para Sheldon. Penny começa a achar que depois de ter namorado Leonard, ela nunca mais vai conseguir namorar caras "normais". NOTA: 1° A atriz que vai interpretar o par romantico do Sheldon nesse episodio e que fará parte recorrente da série é a Mayim Bialik a mesma que fazia a personagem Blossom Russo da serie de mesmo nome Blossom. |              |                                                                                             |                 | |                         |                          |